# مارغريت إي. تومسون
مارغريت إي. تومسون (بالإنجليزية: Margaret E. Thompson)‏ هي عالمة عملات أمريكية، ولدت في 1911 في ترنتون في الولايات المتحدة، وتوفيت في 1992.